# Ayersacarus gressitti
Ayersacarus gressitti är en spindeldjursart som beskrevs av Hunter 1964. Ayersacarus gressitti ingår i släktet Ayersacarus och familjen Dermanyssidae. Inga underarter finns listade.